# San Pedro del Ycuamandiyú
San Pedro del Ycuamandiyú – miasto i dystrykt w Paragwaju, siedziba departamentu San Pedro.

## Populacja
Źródło: